# ジョイ・フローラ
株式会社ジョイ・フローラ（Joyflora Co., Ltd.）は、千葉県野田市に本社を置く企業。

## 概要
本社は千葉県野田市にあり、千葉県・栃木県・茨城県・埼玉県に11店舗を構える（2017年6月現在）。
元々は利根コカ・コーラボトリングのグループ企業として1989年に「株式会社フローラ」として発足。2006年に利根コカ・コーラボトリングのグループ企業「イトシア株式会社」に吸収合併。
2011年12月1日に新設分割で「株式会社ジョイ・フローラ」が設立。2013年6月14日に利根コカ・コーラボトリングより株式会社ヒーローに対し株式譲渡が行われた。

## 店舗一覧
- ミスタードーナツ ベルモール宇都宮店 - 栃木県宇都宮市陽東6-2-1
- ミスタードーナツ アピタ宇都宮店 - 栃木県宇都宮市江曽島本町22-7
- ミスタードーナツ 勝田店 - 茨城県ひたちなか市笹野町1-3-11
- ミスタードーナツ 那珂町店 - 茨城県那珂市菅谷1591-1
- ミスタードーナツ 宇都宮福田屋店 - 栃木県宇都宮市今泉町237
- ミスタードーナツ FKD宇都宮インターパーク店 - 栃木県宇都宮市インターパーク6-1-1
- ミスタードーナツ イオンモール八千代緑が丘店 - 千葉県八千代市緑が丘2-1-3
- ミスタードーナツ 野田花井店 - 千葉県野田市堤根98
- ミスタードーナツ フルルガーデン八千代店 - 千葉県八千代市村上南1丁目3番地1
- いきなりステーキ 柏店 - 千葉県柏市柏1-7-1
- ハングリーラビット 宇都宮福田屋店 - 栃木県宇都宮市今泉町237

## 関連企業
- 株式会社ヒーロー